# La passione del dr. Christian
La passione del dr. Christian è un romanzo di fantascienza e fantapolitica di Colleen McCullough pubblicato nel 1985 a New York dalla casa editrice Harper & Row. Il libro è stato tradotto in 14 lingue.

in Italia è uscito nel 1986, nella traduzione di Mario Biondi.

## L'ambientazione
La vicenda si svolge negli anni 2032 e 2033. Il mondo è descritto come accerchiato dai ghiacci delle calotte polari e quindi immense zone continentali dell'emisfero boreale sono inabitabili. Gli Stati Uniti, teatro della narrazione, hanno aderito a un patto mondiale, il Patto di Delhi, per cui sono state messe da parte le armi e le guerre e l'umanità, per avere una speranza di sopravvivenza, deve rassegnarsi a una ferrea politica demografica: un figlio unico per almeno quattro generazioni, poi non più di due per almeno dieci generazioni. Tutte le risorse sono razionate, vi sono molti trasferimenti di massa in zone dal clima più mite, automobili e velivoli sono riservati per questioni governative. Depressione e suicidi costellano la vita di tutti i giorni.

## I personaggi
- Joshua Christian - psicologo, 32 anni, dirige una clinica privata in una fredda cittadina del Connecticut, alla quale collabora tutta la sua famiglia;
- Mary - mamma di Christian, 48 anni, rimasta vedova con quattro figli nel 2004. Il marito si chiamava Joe (Joseph);
- Mary - 31 anni, sorella di Joshua, segretaria della clinica, in attrito con i familiari;
- James - 30 anni, fratello di Joshua e suo collaboratore;
- Miriam - moglie di James, 30 anni, psicologa nella clinica;
- Andrew, - 29 anni, ultimo fratello di Joshua e suo collaboratore;
- Martha - 22 anni, moglie di Andrew, si occupa dei test nella clinica. Detta il topolino;
- Judith Carrioll - carrierista, funzionario del Ministero dell'Ambiente, scopre Joshua, per un progetto inizialmente misterioso;
- Harold Magnus - Ministro dell'Ambiente degli Stati Uniti;
- Tibor Reece, - presidente degli Stati Uniti, successore di un grande presidente di nome Augustus Rome;

## Trama
La famiglia Christian vive comodamente in due case a tre piani comunicanti fra loro, in una piccola città del Connecticut. Un edificio è adibito a ospitare la clinica privata che i Christian conducono, l'altro è strutturato per la loro vita privata. Nessuno dei Christian ha figli. Il loro lavoro consiste nel curare i disturbi depressivi dovuti alla mancanza di libertà nella procreazione, e in generale alla durezza dei tempi.
Questi problemi sono anche allo studio nel Ministero dell'Ambiente a Washington e se ne occupa una brillante dottoressa di nome Judith Carriol. Affidati a tre esperti centomila nominativi, essi hanno dovuto selezionarne tre ciascuno per una campagna di risollevamento morale e psicologico del Paese. Così emerge come outsider il nome di Joshua Christian e la dottoressa Carriol lo sceglie tra tutti, perché il soggetto è dotato di grande carisma.
Raggiunto nella sua casa, l'uomo viene plagiato dalla dottoressa che lo convince a scrivere un libro e a sottostare a un grande giro di conferenze. I mezzi impiegati dalla donna sembrano non avere limiti economici, e l'ignaro Christian si fida di lei. In questo modo si allontana dai familiari che hanno reazioni differenti: la madre e i fratelli maschi pensano che il lancio delle idee di Joshua sia una cosa buona, mentre le altre donne sono diffidenti verso la Carriol.
Inizialmente tutto si svolge come voluto dalla Carriol: libro, conferenze, notorietà. La popolazione dà una risposta tanto positiva che anche i detrattori di Judith devono guardare con ammirazione alla sua opera. Ma ben presto Joshua sfugge al controllo della donna, perché esige di mischiarsi alla gente e parlare loro di persona, anche se brevemente. E questo aumenta di molto la corsa verso Christian e i suoi doni di confortare e indirizzare gli infelici.
Così Judith, che dentro di sé ha sempre coltivato l'idea di un'"operazione Messia", asseconda l'uomo che ritiene un suo burattino. Inoltre riesce a convincere Andrew, James e consorti a partire per due missioni di sostegno, l'una in Europa, l'altra in Sud America. La clinica chiude, il piccolo paradiso dei Christian è distrutto, ma solo la sorella Mary mantiene un atteggiamento di polemica, sia pure sommerso.
Però anche Joshua cambia, quando apprende della chiusura della clinica, reagisce con dolore. Inoltre, un giorno egli viene aspramente rimproverato da Judith per un episodio per lui poco importante, ma che lei ha interpretato come un gesto da divinità. Sei un uomo, non un Dio, gli rinfaccia Judith. E da quel momento Joshua comincia a soffrire nel corpo e a dichiararsi uomo tra gli uomini, però dentro, il suo flusso positivo si è esaurito.
Comprendendo di aver compromesso l'operazione, Judith escogita la marcia del millennio, grande scenografia nella quale Christian percorrerà a piedi la strada da New York a Washington. Tutto il Paese viene coinvolto, anche con marce in altre zone. E Christian pensa solo a camminare, finché una sera Judith si rende conto delle gravi condizioni dell'uomo e tenta di fermarlo. Però lui rifiuta, e prevale sulla donna, che chiama anche Giuda, tanto si è immedesimato col progetto messianico di cui è stato lo strumento.
La sera che precede l'ultima tappa, Judith capisce che Joshua non può continuare, eppure non riesce a farlo ragionare. Allora si precipita dal presidente e dal ministro e chiede misure urgenti per un ricovero coatto del malato. tuttavia i piani di Judith non vanno ad effetto per leccesso di stanchezza di tutti e Joshua, trasportato in un'isola per essere curato, si ritrova solo e in totale stato di follia. L'uomo quindi trova il modo di costruirsi una croce, vi si appende e muore.
Troppo tardi Judith si rende conto che qualcosa non va. Raduna la squadra di medici che dovrebbero curare Joshua e parte per l'isola. Lo spettacolo dell'uomo in croce sarà indimenticabile e non servirà a molto mettere a tacere i testimoni. E ben presto la leggenda di Christian diverrà un nuovo culto. A diffonderlo nel mondo saranno i suoi fratelli e Miriam, mentre le altre donne della famiglia rimarranno ad aspettare l'apparizione del loro caro. Ma anche una potente chiesa protestante si impadronirà della croce di Christian e comprerà l'isola, per le stesse ragioni.
Quanto a Judith, non intende provare rimorsi e anzi finisce col disprezzare il povero Joshua. Divenuta ministro, si propone di sposare il presidente e guidarlo a un nuovo mandato. Di infima estrazione sociale, la donna crede che lei, al posto di Christian, non si sarebbe lasciata sfuggire un risultato e che invece lui, anteponendo l'amore per gli altri, si è meritato follia e morte.

## Edizioni in italiano
- C. McCullough, La passione del dr. Christian, trad. di Mario Biondi, ed. Bompiani, Milano 1986;
- C. McCullough, La passione del dr. Christian, trad. di Mario Biondi, ed. Euroclub, Milano 1986;